# 古里尼夫卡 (科留科夫卡區)
51°44′38″N 32°17′55″E / 51.74389°N 32.29861°E
古里尼夫卡（烏克蘭語：Гуринівка），是烏克蘭北部的村莊，隸屬切爾尼希夫州的科留基夫卡區。該村面積0.5平方公里，海拔高度138米，2001年人口109，人口密度每平方公里217.1人。